# Joseph Friedenson
Joseph Friedenson (en yidis: יוסף פֿרידענזאָן‎) (Lodz, abril de 1922–23 de febrero de  2013) fue un superviviente del Holocausto, historiador, escritor y editor en yidis.
Friedenson era hijo del Rabino Eliezer Gershon, un activista para Agudath Israel de Polonia y el editor del Beth Jacob Journal, Currículos utilizados a lo largo del movimiento Bais Yaakov en la Europa anterior a la Segunda Guerra Mundial. Cuando estalló el conflicto, la familia de Friedenson huyó a Varsovia, convirtiéndose finalmente en prisioneros del gueto de Varsovia, donde Joseph se casó con Gittel Leah Zilberman de Szydłowiec. Fueron sacados de contrabando del gueto y posteriormente terminaron pasando varios años en el campo de trabajo esclavo de Starchowicz, antes de que fuera liquidado.
La familia llegó a Auschwitz en julio de 1944. José soportó las marchas de la muerte, confinamiento en Ohrdruf y varios otros campos de concentración, y finalmente fue liberado de Buchenwald en abril de 1945, por el Ejército de los Estados Unidos. Su mujer permaneció en Auschwitz y fue librada por el ejército ruso a principios de 1945. La pareja se reunió varios meses después, pasó varios años en la Alemania de la posguerra trabajando para ayudar a otros sobrevivientes a reconstruir sus vidas, y emigró a los Estados Unidos en 1951, donde Joseph se unió a Agudath Israel de América.
Publicó diferentes libros sobre el Holocausto, bajo la editorial ArtScroll, también su yerno, el rabino Yosef Chaim Golding, autorizó su biografía, Faith amid the Flames.